# Stèle nestorienne de Xi'an

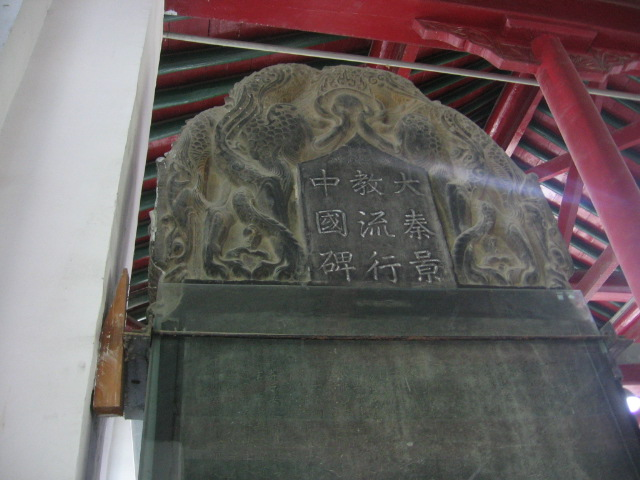
Vue de la stèle nestorienne conservée au musée Beilin ("Forêt de stèles") à Xi'an.

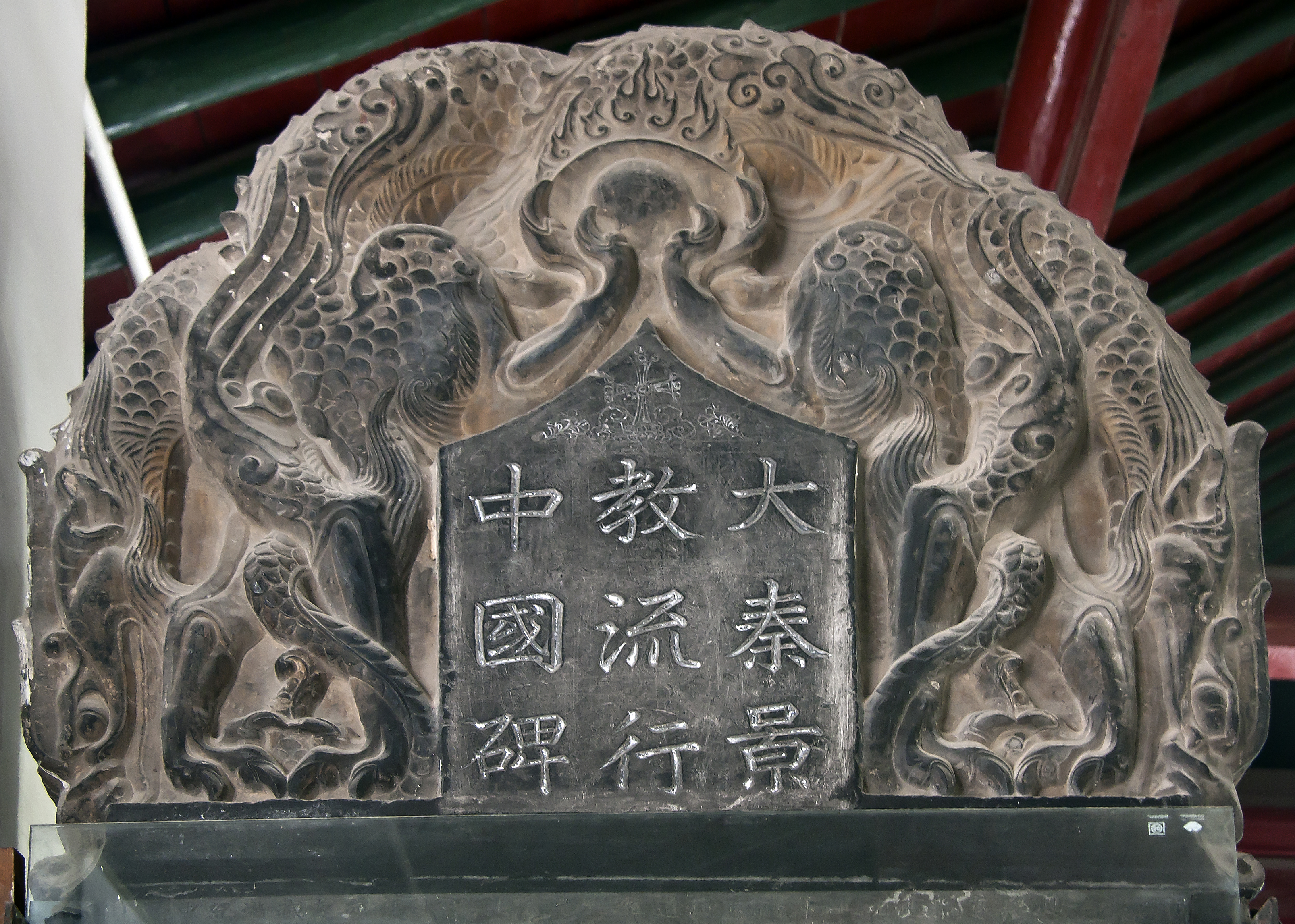
Haut de la stèle.

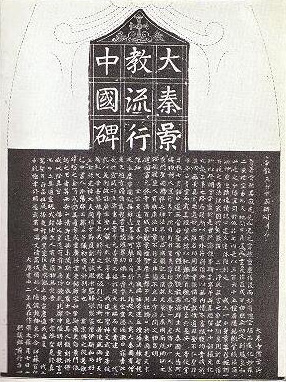
Texte de la stèle en chinois.

La stèle nestorienne de Xi'an en Chine est une stèle datant de l'époque Tang, érigée le 7 janvier 781, qui décrit les cent cinquante premières années de l'histoire du christianisme en Chine.
Elle établit que la religion chrétienne est pratiquée depuis très longtemps en Chine. Dès le VIIIe siècle, la mission de l'Église de l'Orient, dite nestorienne, est reconnue par l'empereur Tang Taizong. Son prêtre le plus célèbre, Alopen parlait syriaque, venait probablement de Perse, et fut en 635 autorisé par l'empereur à résider dans sa capitale de Chang'an (aujourd'hui Xi'an) ; la stèle relate qu'il y fit construire une église en 638.

## Description
La stèle mesure 2,79 m de hauteur et présente des textes en chinois et en syriaque décrivant la vie des communautés chrétiennes chinoises dans le nord du pays. Ces textes sont rédigés par un moine nommé Adam, de nom chinois Jingjing (parfois retranscrit Ching-tsing), du monastère de Ta-ts'in.
Sur un des côtés, il y a une liste de soixante-dix noms de personnages : évêques, diacres, etc. écrits en syriaque et la plupart du temps en chinois.

## Histoire
Enfouie en terre en 845, sans doute à cause des persécutions religieuses de l'empereur Tang Wuzong, la stèle fut découverte en février 1625, près d'une église construite par Matteo Ricci. Le témoin de cette découverte en avertit un mandarin qui pourrait être Li Zhizao.
En 1625, elle fut déplacée à Xi'an où le jésuite portugais Álvaro Semedo fut le premier européen à pouvoir l'examiner. Par la suite, elle fut étudiée par les pères de la Mission jésuite en Chine. Les textes ont été traduits en latin en 1625 par le P. Nicolas Trigault, et en français en 1628.
En 1805, Wang Ch'ang la mentionne dans un ouvrage qui est interdit au Japon.
En 1858, Guillaume Pauthier en publie une traduction dans L'Inscription Syro-Chinoise de Si-ngan-fou, après en avoir démontré l'authenticité l'année précédente.
En 1895, la Mission scientifique dans la Haute-Asie entreprise par Jules-Léon Dutreuil de Rhins et Fernand Grenard permit d'en faire un nouveau relevé.

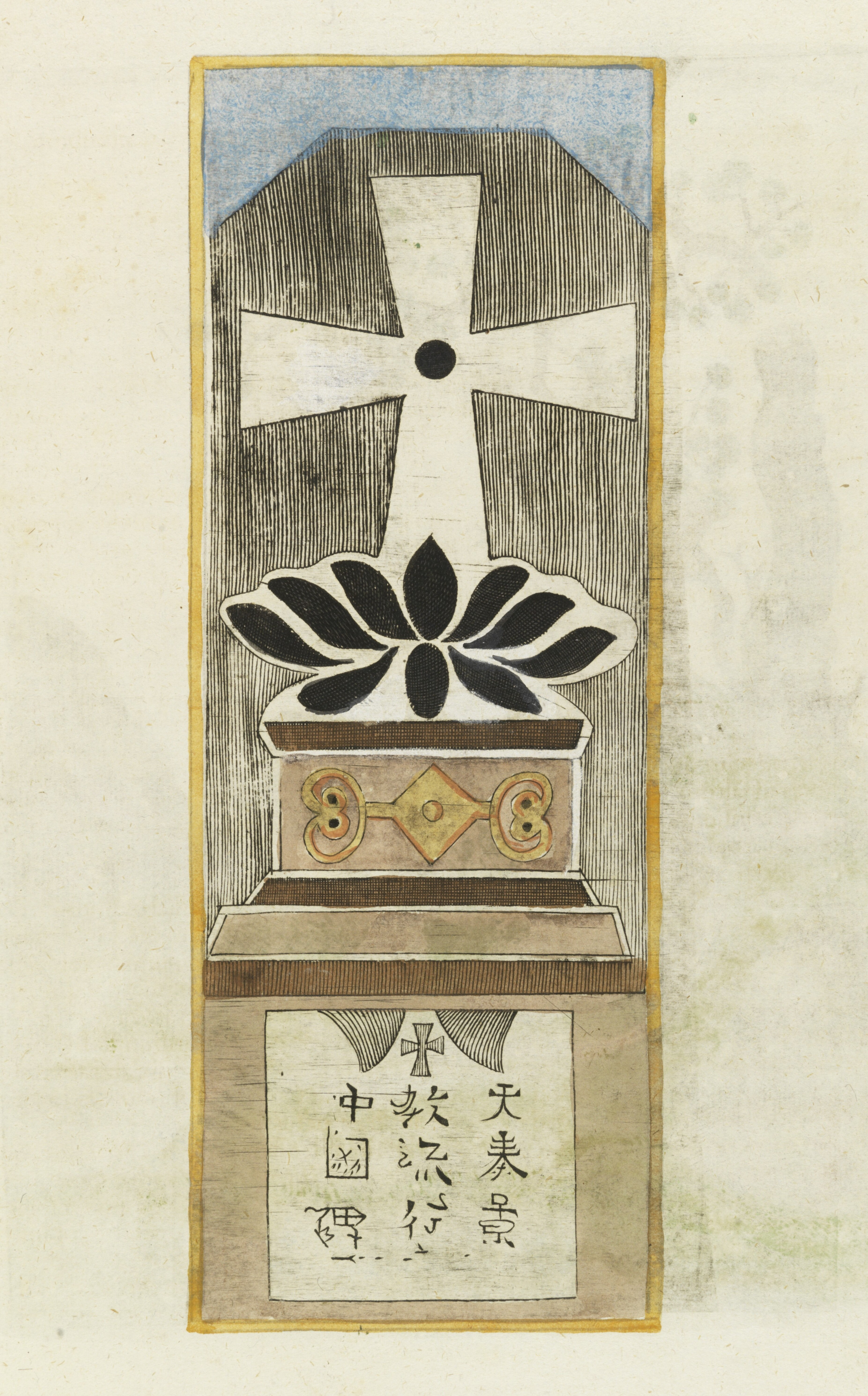
La haut de la stèle tel que dessiné dans le Flora Sinensis (1656) de Michał Boym.

Elle est exposée en 1907 au musée de la Forêt de stèles, et l'année suivante une réplique est offerte au Metropolitan Museum of Art de New-York, et en 1911 encore une autre est déposée du Mont Kōya.
Une copie de cette stèle fut offerte au pape Jean-Paul II par le patriarche de l'Église assyrienne de l'est, Mar Dinkha IV en 1994.
Une autre copie est visible à la Bibliothèque royale du Danemark.
La traduction française la plus récente, en édition bilingue annotée, est celle d'Alexis Balmont, publiée en 2025.

## Extraits
« Monument commémorant la propagation dans l'Empire du Milieu de l'illustre religion de Ta Ts'in » (c'est-à-dire syriaque).
- En syriaque, au pied de la pierre[12] : « En l'an des Grecs 1092, le seigneur Jazedbuzid (Yesbuzid), prêtre et vicaire épiscopal de Cumdan la ville royale, le fils du Mailas éclairé, prêtre de Balkh une ville du Turkestan[13], mit en place cette stèle, sur laquelle est inscrit le dispense de notre Rédempteur, et la prédication des missionnaires apostoliques au roi de la Chine. »

- Puis en chinois : « Le prêtre Lingpau. »

- À nouveau en syriaque : « Adam le diacre, fils de Jazedbuzid, vicaire épiscopal, le Seigneur Sergius, prêtre et vicaire épiscopal, Sabar Jésus, prêtre, Gabriel, prêtre, archidiacre, et Ecclésiarque de Cumdan et Sarag.

C’est alors que la personne divisée de notre Unité Trine, le Vénérable Radieux Messie, rentrant et voilant sa Majesté véritable, vint au monde semblable aux hommes. Un ange publia la bonne nouvelle, et une Vierge enfanta le Saint dans le Ta-ts’in (Da Qin, l’Orient méditerranéen) ; un astre radieux annonça l’heureux évènement, et la Perse, ayant vu son éclat, vint offrir des présents. Le Messie accomplit la Loi ancienne (l’Ancien Testament) qui avait été formulée par les vingt-quatre saints pour gouverner les familles et les empires selon le grand modèle ; il établit la doctrine nouvelle, qui ne s’exprime pas en paroles, de l’Esprit Saint de l’Unité Trine, pour former à la pratique vertueuse selon la foi correcte. »
Un résumé de la doctrine exposée est ainsi présenté à la maison des Missions étrangères, à Paris :
« Notre Dieu Aloha est Trinité Une… Créateur du Ciel et de la Terre. Il a créé l’homme en lui conférant une nature excellente supérieure à toutes les autres, mais Satan le trompa et sa pureté fut souillée. Longtemps égarés autour du chemin, les hommes devinrent incapables de retourner à leur maison. Cependant, une personne de notre Trinité, le Messie, brillant Seigneur de l’Univers, voilant son antique majesté, apparut homme sur la Terre…
Une vierge enfanta le Saint dans Daqin (l’Empire d’Occident). Une étoile brillante annonça l’évènement béni. Les Perses, voyant cet éclat, vinrent faire hommage de leurs présents. Grâce à ses enseignements sublimes communiqués par l’Esprit Saint, une autre personne de la Trinité, il purifia la nature humaine de ses souillures et l’appela à la perfection. Il révéla la vie et détruisit la mort. Saisissant la rame dans la barque de la miséricorde, il monta au palais de la lumière, convoyant tous les êtres rassemblés au milieu des flots. Il laissait 27 livres de son Écriture et les grands moyens de transformation dont le premier est le baptême dans l’eau et l’esprit.
Un homme de grand vertu, Aluoben a apporté les écritures à Chang’an en l’an 635. L’empereur Tang Taizong (627-649) les fit traduire, et reconnaissant leur bien-fondé, donna son approbation officielle en ces termes : « Cette doctrine est salutaire pour toute créature et profitable à tous les hommes. Elle doit donc être diffusée. »

## Illustrations

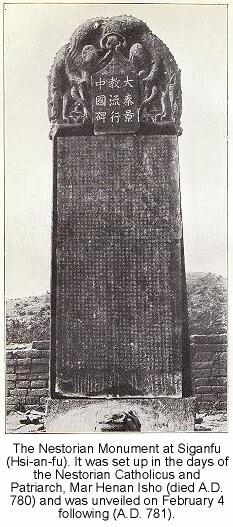
Vue de la stèle en 1892.
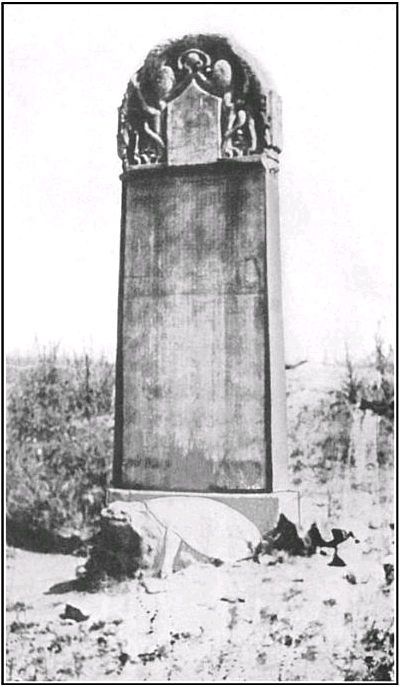
Photographie de la stèle en 1907.
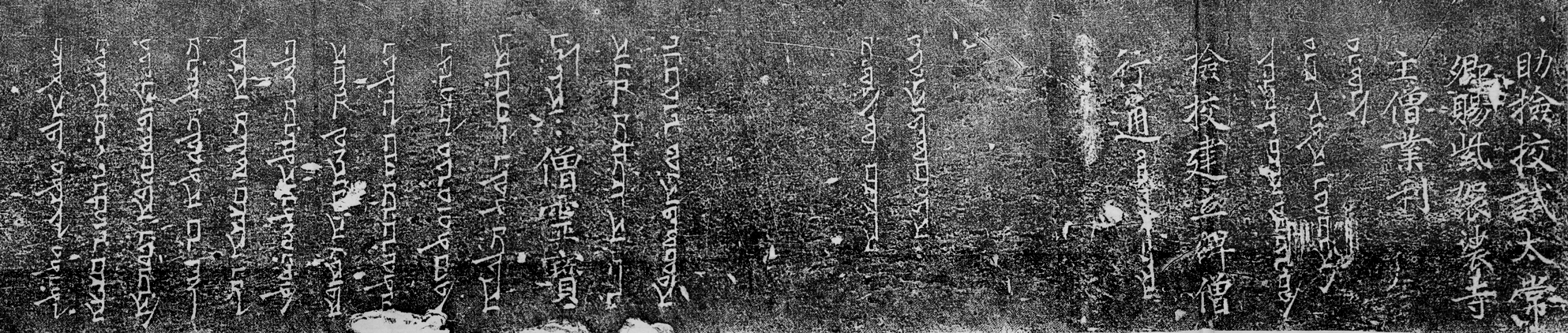
Texte de la stèle en syriaque.
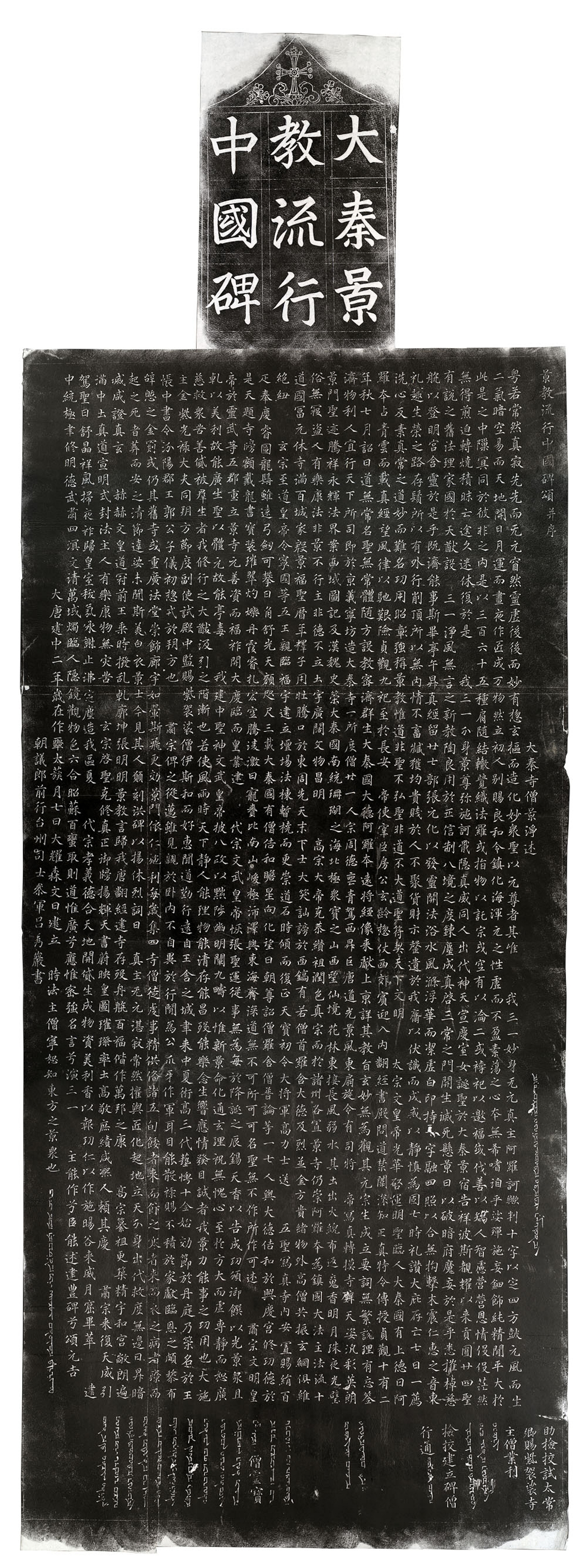
Texte complet en chinois et syriaque.

### Bibliographie

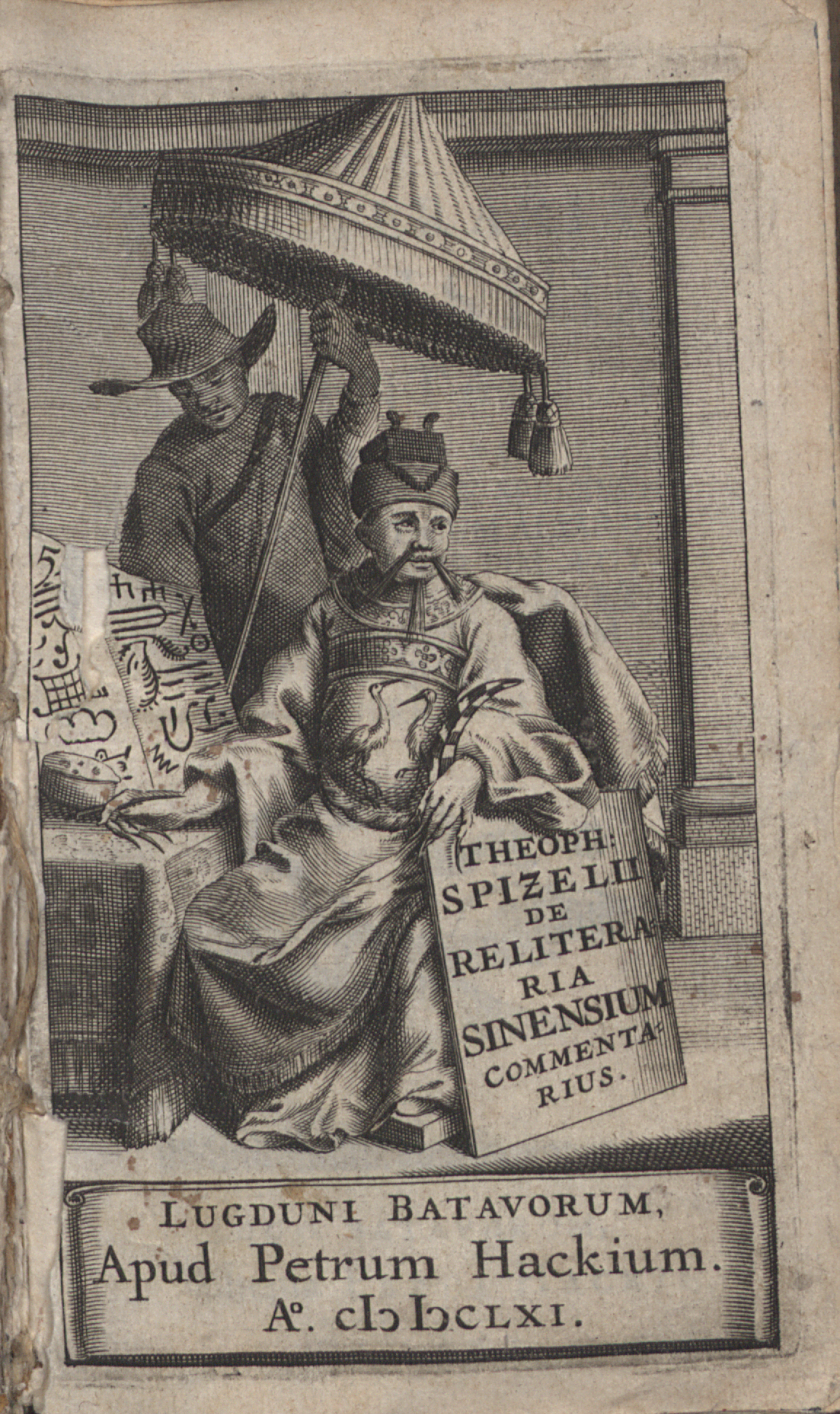
Theophil Gottlieb Spitzel, De re literaria Sinensium commentarius, 1660.